# ケプラー444
ケプラー444 (Kepler-444) は、こと座にある恒星。宇宙の誕生後26億年という早い時期に形成されたと考えられている。

## 概要
| 太陽 | ケプラー444 |
| ---- | ----------- |
| 太陽 | Exoplanet   |

太陽系から約117光年の位置にある主系列星で、大きな固有運動を持つ「高速度星」である。星震の観測により、天の川銀河が誕生して間もない約112億年前に誕生した大変年老いた恒星であると推定されている。

## 恒星系
K型の主星と2つのM型の伴星からなる三重連星と考えられている。
主星には、アメリカ航空宇宙局 (NASA) のケプラー探査機よる観測で、5つの太陽系外惑星が発見されている。我々の太陽系が形成される70億年近く前というまだ金属量の少ない時期に惑星を含む恒星系が形成されていたという点で、天の川銀河の歴史の研究上重要な発見となった。
5つの惑星は、それぞれ水星から金星の間の大きさの地球型惑星で、地球よりも小さい。いずれもケプラー444から0.1auより小さな軌道を周っており、生命が存在するには困難な環境である。
| 名称 （恒星に近い順） | 質量 | 軌道長半径 （天文単位） | 公転周期 (日)                   | 軌道離心率      | 軌道傾斜角        | 半径                  |
| --------------------- | ---- | ----------------------- | ------------------------------- | --------------- | ----------------- | --------------------- |
| b                     | —    | 0.04178±0.00079         | 3.60001053+0.0000083 −0.0000080 | 0.16+0.21 −0.10 | 88.0+1.2 −0.6°    | 0.403+0.016 −0.014 R⊕ |
| c                     | —    | 0.04881±0.00093         | 4.5458841+0.0000070 −0.0000071  | 0.31+0.12 −0.15 | 88.2+1.2 −1.0°    | 0.497+0.021 −0.017 R⊕ |
| d                     | —    | 0.0600±0.0011           | 6.189392±0.000012               | 0.18+0.16 −0.12 | 88.16+0.81 −0.55° | 0.530+0.022 −0.019 R⊕ |
| e                     | —    | 0.0696±0.0013           | 7.743493+0.000017 −0.000016     | 0.10+0.20 −0.07 | 89.13+0.54 −0.52° | 0.546+0.017 −0.015 R⊕ |
| f                     | —    | 0.0811±0.0015           | 9.740486±0.000013               | 0.29+0.20 −0.19 | 87.96+0.36 −0.31° | 0.741+0.041 −0.040 R⊕ |